# الصندوق القومي اليهودي

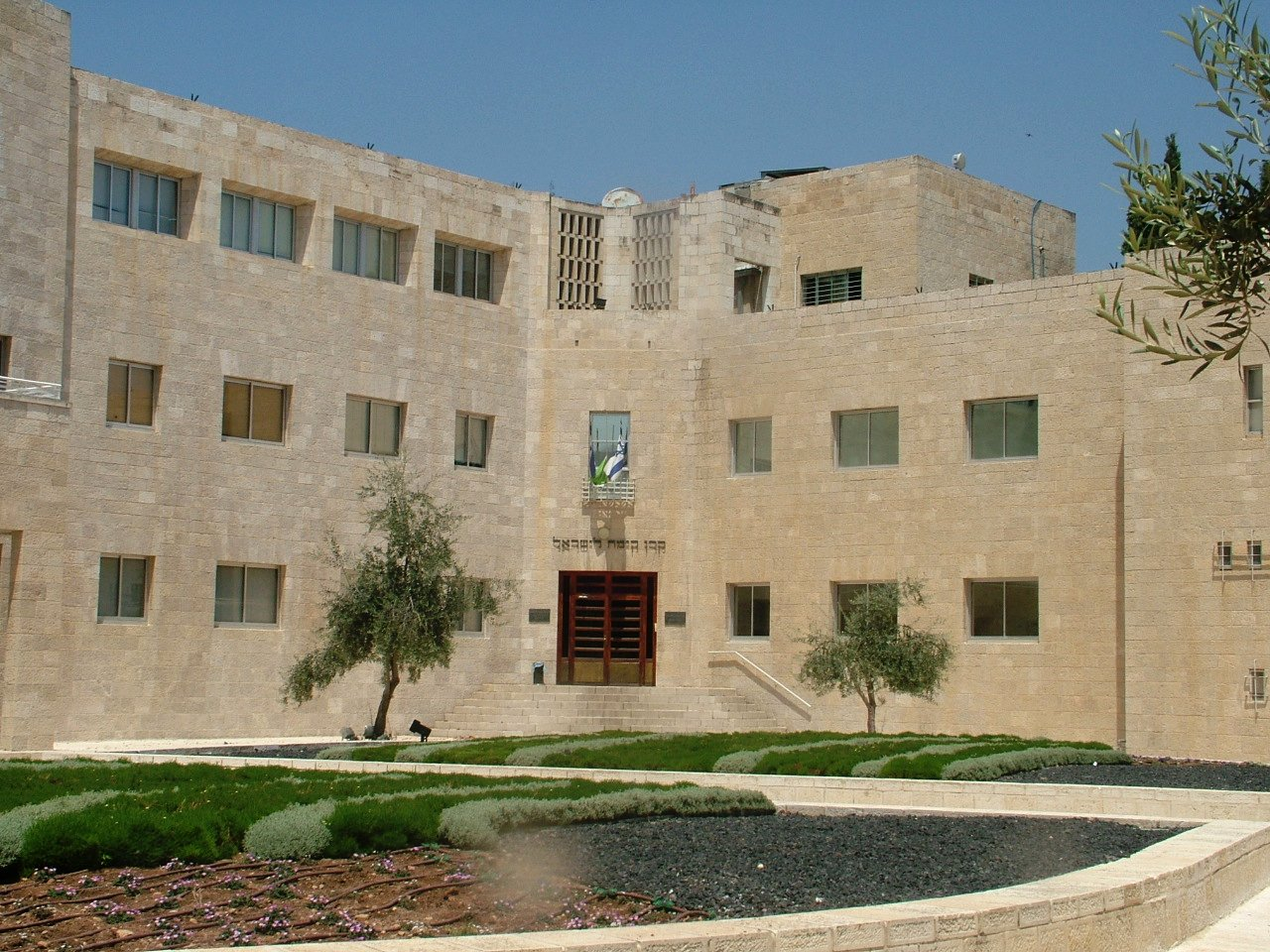
مقر الصندوق القومي اليهودي في القدس

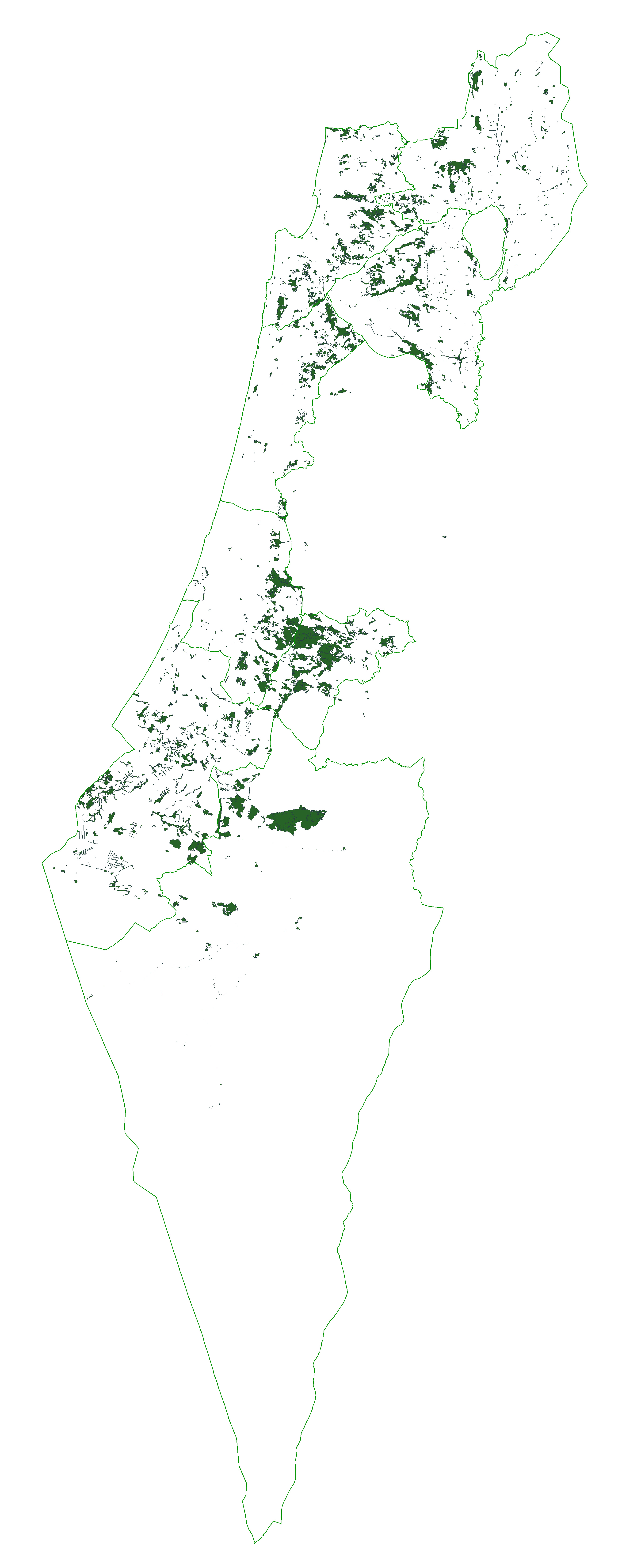
خريطة الغابات في إسرائيل التي زرعها الصندوق القومي اليهودي

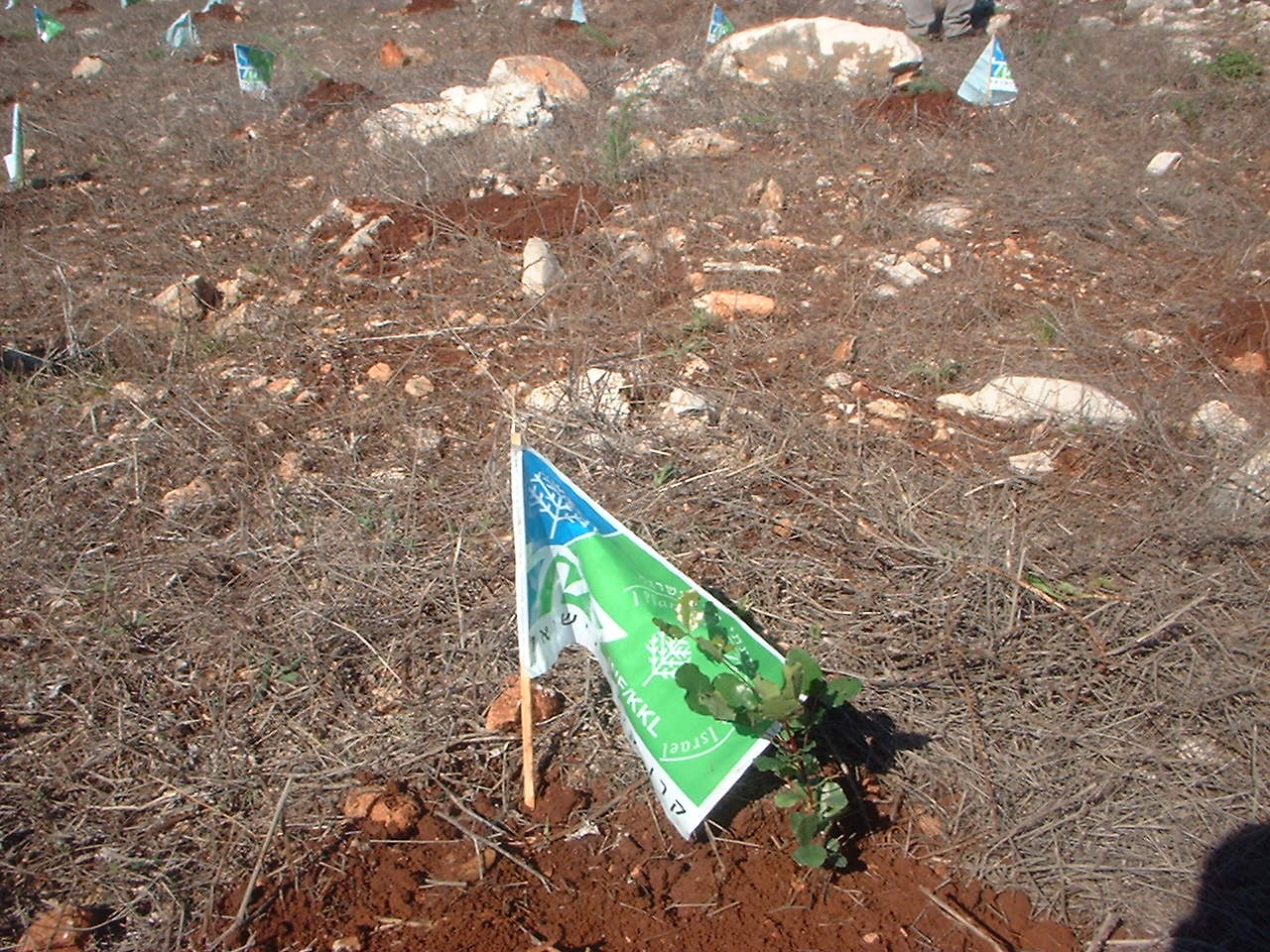
شتلة زرعها الصندوق القومي اليهودي مؤخرًا

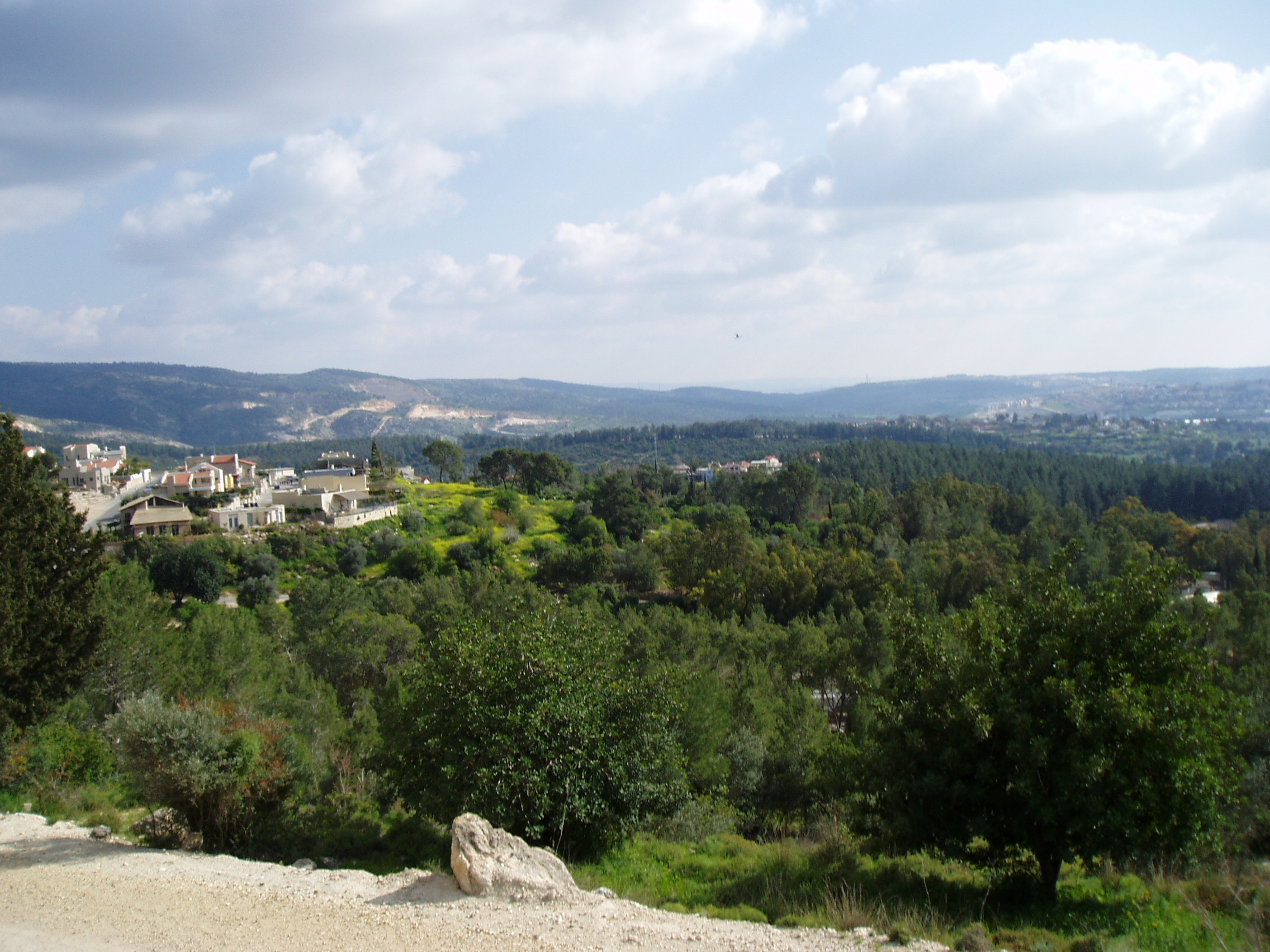
غابة اشتاول، التي زرعها الصندوق القومي اليهودي

الصندوق القومي اليهودي (العبرية: קרן קיימת לישראל; أو قصيرة קק"ל) الصندوق القومي اليهودي (الكيرن كييمت) هي منظمة صهيونية تأسست في عام 1901 كوسيلة لجمع الأموال من اليهود لشراء الأراضي في فلسطين العثمانية، وإقامة المستعمرات اليهودية، في فلسطين تحت الانتداب البريطاني ولاحقًا إسرائيل والضفة الغربية وقطاع غزة لإقامة مستوطنات يهودية. في 2007 كان الصندوق يملك حوالي 13% من مجمل الأراضي في إسرائيل.
الكيرين كاييميت هو الصندوق الدائم (لإسرائيل) أو الصندوق القومي اليهودي. وقد اقترح تأسيسه عالم الرياضيات اليهودي هرمان شابيرا عام 1884 وعرض الاقتراح على المؤتمر الصهيوني الأول (1897) إلا أن الموافقة عليه لم تتم إلا في المؤتمر الصهيوني السادس (1903). وقد نص قرار إنشائه على حصر استخدام أمواله في استملاك الأراضي أو أية حقوق فيها في المنطقة التي تضم فلسطين وسورية وأية أجزاء أخرى من تركيا الأسيوية وشبه جزيرة سيناء بهدف توطين اليهود فيها بحيث تعتبر هذه الأراضي ملكاً أبدياً لليهود لا يجوز بيعها أو التصرف بها عن غير طريق تأجيرها.
كانت فيينا المقر الأول لهذا الصندوق. وأنشئت له فروع في مختلف أنحاء العالم، ثم اتخذ من مدينة كولن الألمانية مقراً له. وفي عام 1907 تم تسجيل الصندوق كشركة بريطانية. ومع اندلاع الحرب العالمية الأولى نقل مقره إلى مدينة هاغ البولندية. وفي عام 1922 نقل المكتب الرئيس للصندوق إلى القدس. وكانت حصيلة نشاطاته حتى نهاية عام 1947 امتلاك أراض مساحتها 933,000 دونم من أصل 1,734,000 دونم كان يمتلكها اليهود في فلسطين آنذاك، أي ما يساوي 6.6% من مساحة فلسطين الكلية البالغة 26,305,000 دونم. أعاد الكنيست في مطلع 1954 صياغة البند المتعلق بمنطقة عمل الصندوق فحصرتها في الأراضي الخاضعة لقوانين حكومة (إسرائيل). ثم جرى تعديل مهام الصندوق فحولت من شراء الأراضي إلى استصلاحها وتشجيرها والمساعدة على استيعاب المهاجرين الجدد وتوفير فرص العمل والخدمات الصحية لهم، والإسهام في بناء قرى الناحال بالتنسيق مع الجيش، وتمويل التعليم الصهيوني في (إسرائيل) وخارجها.
وفي آب 1961 وقعت اتفاقية لتنظيم علاقة الصندوق بالحكومة الإسرائيلية حددت فيها مهامه ومصادر تمويله، وهي تبرعات يهود العالم وريع العقارات المؤجرة.

## وصلات خارجية
- Official website (in English)
- United States branch
- JNF-USA v. KKL-JNF in Israel
- Adalah's lawsuit against KKL-JNF
- Intelligent Giving profile of JNF Charitable Trust (UK) - Note that JNF-CT (UK) is no longer affiliated with KKL-JNF
- Joel H. Golovensky and Ariel Gilboa, "Is This Land Still Our Land? The Expropriation of Zionism", Azure 36 (Spring 2009).
- Ameinu writes in opposition to JNF bill 2007
- Collection of Jewish National Fund posters